# Das Bankentrio
Das Bankentrio ist ein US-amerikanischer Spielfilm aus dem Jahr 1989. Er ist eine Neuverfilmung der französischen Komödie Die Flüchtigen (Les Fugitifs) von Francis Veber aus dem Jahr 1986.

## Handlung
Lucas wird aus dem Gefängnis entlassen, nachdem er seine Strafe für 14 Banküberfälle abgesessen hat. Am Tag seiner Entlassung gerät er in einer Bank in den Überfall von Ned Perry, der mit dieser Tat als Verbrecher debütiert. Perry braucht Geld für seine Tochter Meg, damit sie auf einer gesonderten Schule bleiben kann. Er nimmt Lucas als Geisel.
Der Ermittler Detective Dugan nimmt an, dass Lucas und Ned Komplizen sind. Die beiden Männer entführen Meg aus einem Kinderheim und fliehen nach Kanada. Zur Tarnung ihrer wahren Identität geben sie sich als Ehepaar aus, wobei Perry sich als Frau verkleidet; Perrys Tochter Meg ist nun ihr Sohn Jonathan.
Später betritt Perry eine kanadische Bank, um Geld zu wechseln, nur um festzustellen, dass er von einem anderen Bankräuber als Geisel genommen wird, und zwar auf die gleiche Weise, wie er ursprünglich Lucas entführt hatte. Aufgrund dieser unerwarteten Entwicklung braucht sich Lucas nicht von Meg zu verabschieden, zu der er eine Bindung aufgebaut hat.

## Hintergrund
Die Komödie wurde in den US-Bundesstaaten Kalifornien und Washington in dem Zeitraum April 1988 bis Juli 1988 gedreht. Ihre Produktion kostete ungefähr 15 Millionen US-Dollar, sie spielte in den US-Kinos 40,6 Millionen US-Dollar ein.

## Kritiken
Desson Howe lobte in der Washington Post den Filmanfang, den Rest des Films kritisierte er stark.
Jonathan Rosenbaum schrieb im Chicago Reader, dass die Komödie nicht witzig sei. Er lobte Sarah Rowland Doroff und kritisierte Martin Short wie auch Nick Nolte und die Filmmusik.
Das Lexikon des internationalen Films befand: „Neuverfilmung der französischen Komödie "Die Flüchtigen" (1986) durch denselben Autor und Regisseur; heiter, spannend und auch menschlich anrührend.“

## Auszeichnungen
Sarah Rowland Doroff wurde 1990 für den Young Artist Award nominiert.